# Shoots and Ladders
Shoots and Ladders è un singolo del gruppo musicale statunitense Korn, pubblicato nel 1995 come secondo estratto dal primo album in studio Korn.

## Descrizione
Il titolo del brano è uno scherno del gioco dell'oca (in inglese «Chutes and Ladders») e il testo consiste per la maggior parte in rime tratte da filastrocche per bambini. Alcune parti della canzone sono tratte da alcune filastrocche popolari britanniche: London Bridge Is Falling Down, Ring Around the Rosie, One, Two, Buckle One Shoe, Baa, Baa, Black Sheep, This Old Man e Mary Had a Little Lamb. Al riguardo, il frontman Jonathan Davis ha commentato:
Il brano presenta un'atipica introduzione con la cornamusa, eseguita da Davis.

## Successo
La canzone fu nominata ai Grammy Awards 1997 nella categoria Miglior interpretazioni metal. La performance live divenne inoltre una parte costante dei loro concerti sino a oggi.

## Tracce
Testi e musiche dei Korn.
CD promozionale (Stati Uniti)
1. Shoots and Ladders (Radio Edit) – 3:39
2. Sean Olson (Radio Edit) – 4:45

10" promozionale (Regno Unito) – The Dust Brothers Remixes
- Lato A

1. Shoots and Ladders (Hip Hop Remix) – 4:07
2. Shoots and Ladders (Hyper Remix) – 2:32

- Lato B

1. Shoots and Ladders (Industrial Remix) – 3:50
2. Shoots and Ladders (Industrial Instrumental) – 3:59

Download digitale
1. Shoots and Ladders (Dust Brothers Industrial Mix) – 3:51
2. Shoots and Ladders (Dust Brothers Hip Hop Mix) – 4:11
3. Shoots and Ladders (Hyper Remix) – 2:34
4. Shoots and Ladders (Industrial Instrumental) – 4:01

## Formazione
Gruppo
- Jonathan Davis – voce, cornamusa, cori
- Fieldy – basso, cori
- J. Munky Shaffer – chitarra, cori
- Brian – chitarra, voce, cori
- David – batteria, cori

Produzione
- Ross Robinson – produzione, registrazione, missaggio
- Larry Weintraub – produzione esecutiva
- Chuck Johnson – ingegneria, missaggio
- Eddy Schreyer – mastering